# جيم بيفر
جيم بيفر (بالإنجليزية: Jim Beaver)‏ مواليد 12 أغسطس 1950 في وايومنغ، الولايات المتحدة، هو ممثل أمريكي بدأ مسيرته الفنية عام 1972.

## روابط خارجية
- جيم بيفر على موقع IMDb (الإنجليزية)
- جيم بيفر على موقع روتن توميتوز (الإنجليزية)
- جيم بيفر على موقع ألو سيني (الفرنسية)
- جيم بيفر على موقع أول موفي (الإنجليزية)
- جيم بيفر على موقع قاعدة بيانات الأفلام السويدية (السويدية)
- جيم بيفر على موقع إن إن دي بي (الإنجليزية)
- جيم بيفر على موقع قاعدة بيانات الفيلم (الإنجليزية)
- جيم بيفر على موقع كينوبويسك (الروسية)